# Такшоњ (Пешта)
Такшоњ (мађ. Taksony) је насеље у централној Мађарској. Такшоњ је веће насеље у оквиру пештанске жупаније.

## Географија

### Локација
Налази се у јужно-пештанској агломерацији Будимпеште, око 10 километара јужно од административне границе главног града.
Суседна насеља: Дунахарасти са североистока, Алшонемеди са истока, Буђи са југоистока, Дунаваршањ са југа и Сигетсентмиклош са запада. Од Дунахарасти га дели канал Дунав-Тиса као природна граница, а од Сигетсентмиклоша канал Рацкеве-Дунав.

## Историја
Ово место је било власништво Арпадовог унука, принца Такшоња (931—973), за кога се каже да је овде сахрањен, а касније је овде сахрањен и левенте брат краља Андра. Црква подигнута у доба Арпада срушена је почетком 19. века.
Име насеља се помиње у облику Тера Токун (Terra Toxun ) 1281. године. Године 1283. имање су добиле монахиње Њулак-сигет (Nyulak-sziget).
Село, које је уништено у турско доба, населили су Немци из Виртемберга (сада Баден-Виртемберг, Немачка) после 1711. године.
Од 1754. припадао је будимским кларисама, након њиховог распуштања (1782.) постаје верска база.

## Становништво
Током пописа из 2011. године, 85% становника се изјаснило као Мађари, 0,6% као Роми, 0,2% као Хрвати, 22,9% као Немци и 0,6% као Румуни (14,7% се није изјаснило). 
Верска дистрибуција је била следећа: римокатолици 48,7%, реформисани 8,1%, лутерани 0,9%, гркокатолици 0,9%, неконфесионални 12,7% (27,5% се није изјаснило).